# Jan Diderik Jansen
Jan Diderik Jansen (Nieuwvliet, 22 maart 1911 – 27 december 1994) was een Nederlands politicus van de CHU.
Zijn vader was dominee en zelf begon hij na het gymnasium in 1933 zijn ambtelijke carrière als volontair bij de gemeentesecretarie van Rilland-Bath. Vervolgens was hij als tijdelijk ambtenaar eerst werkzaam bij de gemeente Willemstad en daarna bij de gemeente Pijnacker. Bij die laatste volgde promotie tot adjunct-commies waarna hij overstapte naar de gemeente 's-Gravenzande waar hij het bracht tot commies 1e klasse. In november 1946 werd Jansen benoemd tot burgemeester van de gemeenten 's-Gravenpolder, 's-Heer Abtskerke en Nisse. In oktober 1964 volgde zijn benoeming tot burgemeester van de gemeenten 's-Graveland, Kortenhoef en Ankeveen. In 1966 gingen Kortenhoef en Ankeveen op in de gemeente 's-Graveland. Daar ging Jansen in 1976 met pensioen en eind 1994 overleed hij op 83-jarige leeftijd.